# Rezolucija Vijeća sigurnosti UN-a 855
Rezolucijom Vijeća sigurnosti UN-a 855, usvojenom 9. kolovoza 1993., nakon ponovnog potvrđivanja rezolucija o okončanju sukoba u bivšoj Jugoslaviji i saslušanja predstavnika Organizacije za europsku sigurnost i suradnju (OESS) i Savezne Republike Jugoslavije (Srbija i Crna Gora), vijeće je pozvalo Srbiju i Crnu Goru da preispita svoje odbijanje dopuštanja misija OESS-a na svom teritoriju.
Misije OESS-a istaknute su kao primjer preventivne diplomacije koja je uvelike pridonijela promicanju stabilnosti i suzbijanju rizika od nasilja na Kosovu, Sandžaku i Vojvodini. Vijeće je bilo odlučno u namjeri da se izbjegne bilo kakvo proširenje sukoba u bivšoj Jugoslaviji i pridalo je važnost praćenju međunarodne zajednice nad situacijom na Kosovu, Sandžaku i Vojvodini.
Pozivajući Srbiju i Crnu Goru da preispita svoju odluku, preporučila je suradnju s OESS-om kako bi se mogli poduzeti koraci za nastavak nadzora i pristanak na povećanje broja promatrača. Rezolucija je zaključena pozivom vlastima u Srbiji i Crnoj Gori da osiguraju sigurnost i sigurnost promatrača i omoguće im nesmetan pristup neophodan za obavljanje njihove misije.
Rezolucija 855 usvojena je s 14 glasova za, nijednim protiv i jednim suzdržanim glasom Kine.

## Vanjske poveznice
| Wikizvor | Engleski Wikizvor ima izvorni tekst na temu: United Nations Security Council Resolution 855 |

- Text of the Resolution at undocs.org